# Mayobridge
Mayobridge (Droichead Mhaigh Eo in gaelico irlandese, che significa "ponte sulla pianura dei tassi") è un villaggio dell'Irlanda del Nord, situato nella contea di Down.
Mayobridge è la cittadina d'origine di Sophie Lennon, che ha rappresentato l'Irlanda al Junior Eurovision Song Contest 2022 con il brano Solas.